# Coudekerke
Coudekerke is een voormalig dorp in Oost-Zeeuws-Vlaanderen. Het bevindt zich op 1,7 km ten westen van Hoek.
Dit dorp is vermoedelijk tijdens de stormvloed van 1375 in zee verdwenen.
In 1999 werden, in het kader van de aanleg van een waterpartij in een particulier natuurontwikkelingsproject, resten van muurwerk aangetroffen. In 2004 werden bij de verbredingswerken voor de N61, vlak bij genoemde vindplaats, eveneens laatmiddeleeuwse sporen aangetroffen. Het betrof baksteen en houtskool.